# 風琴工房
風琴工房（ふうきんこうぼう）は、日本の劇団。2018年度より、劇作家・演出家の詩森ろばと俳優の田島亮の2人による演劇ユニットserial numberとして活動する。

## 特徴
風琴は風で鳴る鍵盤楽器オルガンを使用。「ことばという美しい音楽を奏でるための楽器でありたい」との願いをこめて命名された。
社会問題を掘り下げたテーマをとりあげて多彩なスタイルをとりながらも、強い個性を失わずにいる社会派演劇を次々に発表しており、それが、風琴工房の特徴となっている。主宰は劇作家の詩森ろば。

## 沿革
- 1997年　「病の記憶」シリーズをスタートさせる。
- 2000年　「ヤフーの媚薬」テアトロ戯曲賞最終候補
- 2002年　「箱庭の地図」テアトロ戯曲賞　最終候補
- 2003年　「紅き深爪」日本劇作家協会新人戯曲賞　優秀賞受賞
- 2007年　CoRich舞台芸術　春の芸術祭　初代グランプリ受賞

## メンバー(2021年現在)
- 詩森ろば（主宰・劇作家・演出家）
- 田島亮 （俳優）

## 過去の劇団員
- 浅倉洋介（俳優）
- 津田湘子（俳優）
- 松木美路子（俳優）

## 上演作品
| 回 | 上演年月          | タイトル                                     | 会場                                      |
| -- | ----------------- | -------------------------------------------- | ----------------------------------------- |
| 10 | 2002年１月        | 「ゼロの柩」                                 | 下北沢ザ・スズナリ                        |
| 11 | 2002年９月 同12月 | 「病の記憶」                                 | デザインセンターガレリア こまばアゴラ劇場 |
| 12 | 2003年３月        | 「紅き深爪」                                 | 下北沢ザ・スズナリ                        |
| 13 | 2003年８月        | ユニークポイントとの合同公演「白痴連続上演」 | こまばアゴラ劇場                          |
| 14 | 2003年９月        | UBU7参加作品「ユビュ王」                     | 法政大学学館ホール                        |
| 15 | 2003年11月        | 「ユダの食卓」                               | こまばアゴラ劇場                          |
| 16 | 2004年5月         | 「記憶、或いは辺境」                         | 下北沢ザ・スズナリ                        |
| 17 | 2004年10月        | 「風琴文庫」                                 | 大塚文庫                                  |
| 18 | 2005年３月        | 「機械と音楽」                               | 下北沢ザ・スズナリ                        |
| 19 | 2005年９月        | 「ゼロの柩 2005」                            | シアタートラム                            |
| 20 | 2005年11月        | 「子供の領分」                               | 門仲天井ホール                            |
| 21 | 2006年４月        | 「砂漠の音階」                               | 下北沢ザ・スズナリ                        |
| 22 | 2006年12月        | 「食卓夜想」                                 | ギャラリーサイズ                          |
| 23 | 2007年４月        | 「紅の舞う丘」                               | 下北沢ザ・スズナリ                        |
| 24 | 2007年11月        | 「砂漠の音階」                               | スタジオ風姿花伝                          |
| 25 | 2008年４月        | 「hg」                                       | 下北沢ザ・スズナリ                        |
| 26 | 2008年11月        | 「機械と音楽 2008」                          | 王子小劇場                                |
| 27 | 2009年５月        | 「無頼茫々」                                 | 下北沢ザ・スズナリ                        |
| 28 | 2009年10月        | 「おるがん選集 秋編」                        | 本駒込ギャラリー日月                      |
| 29 | 2010年４月        | 「おるがん選集 春編」                        | ルーサイトギャラリー                      |
| 30 | 2010年10月        | 「葬送の教室」                               | 下北沢ザ・スズナリ                        |